# Anolis gundlachi
Anolis gundlachi är en ödleart som beskrevs av  Peters 1877. Anolis gundlachi ingår i släktet anolisar, och familjen Polychrotidae. Inga underarter finns listade i Catalogue of Life.

## Bildgalleri

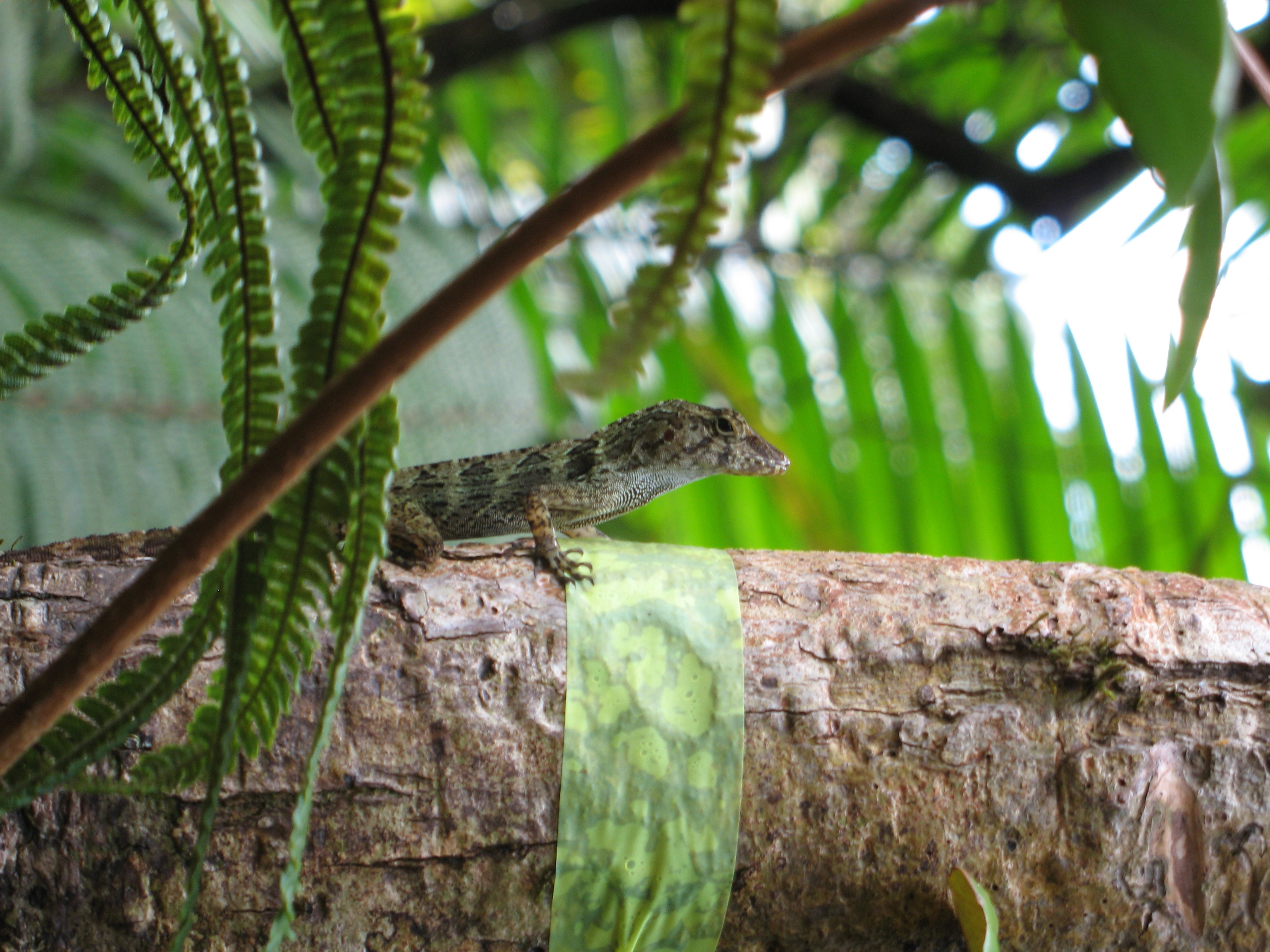
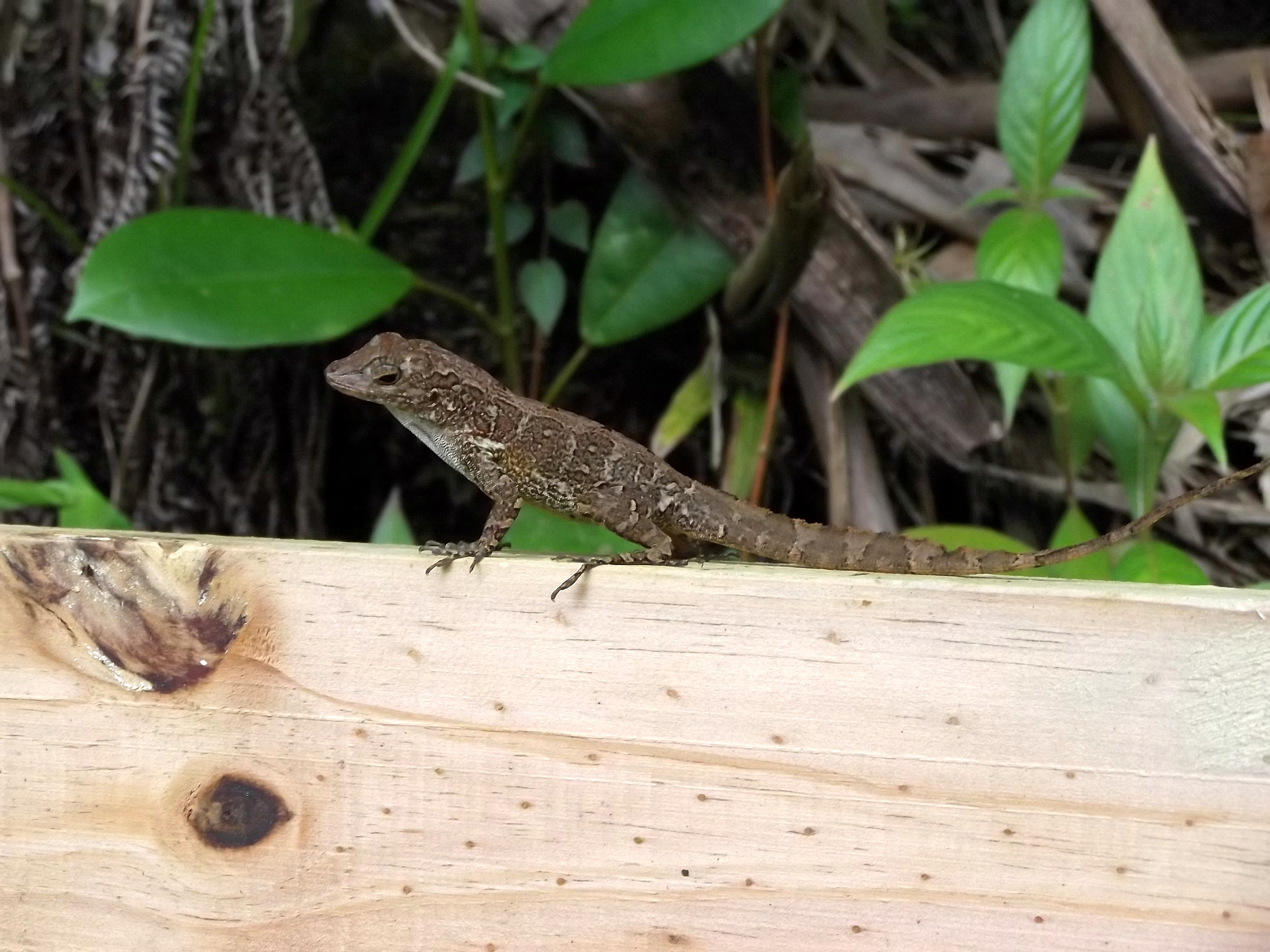
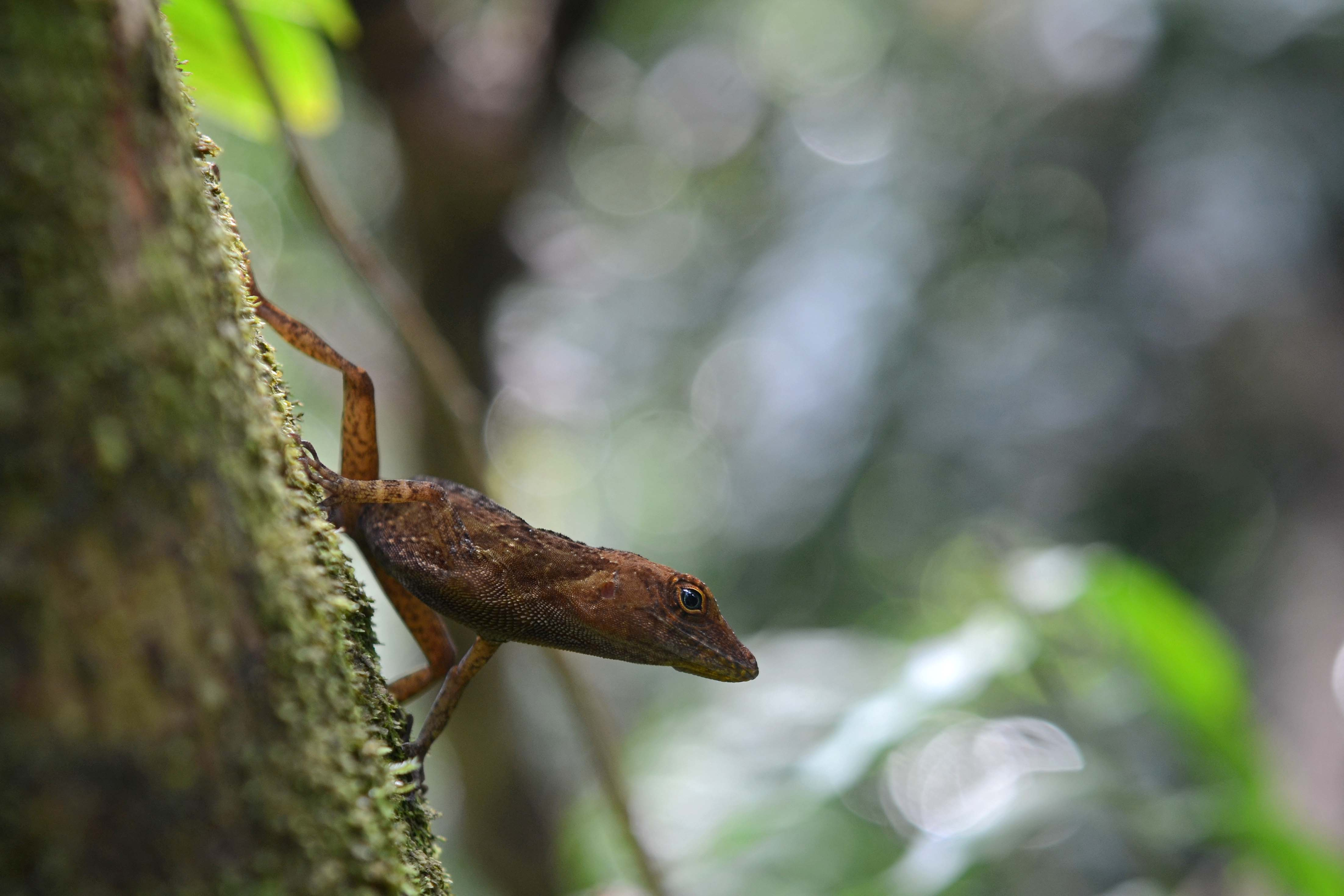